# Wilfried Dewachter
Wilfried Frans Jozef Dewachter (Lippelo, 5 maart 1938) is een Belgisch politicoloog en gewoon hoogleraar emeritus van de KU Leuven. Hij volgde humaniora aan het Heilig-Hartcollege (Ganshoren) waarna hij doctoreerde in de politieke en sociale wetenschappen. Hij publiceerde decennialang vooral over verkiezingen, politieke partijen en de rol van de elite, leidde generaties politicologen op en was drie jaar lang decaan van de faculteit Sociale Wetenschappen van de Katholieke Universiteit Leuven.
Als politicoloog was Dewachter vaak een aanspreekpunt van de media.
Dewachter stelt in zijn boek  'De mythe van de parlementaire democratie. Een Belgische analyse'  (Acco, 2001) dat de Belgische democratie structureel een particratie is, en nog slechts in zeer beperkte mate een afspiegeling is van de oorspronkelijke bedoeling, zoals die in 1831 werd geconcipieerd.
Dewachter werd in 2012 geridderd tot Grootofficier in de Leopoldsorde met ranginneming op 15 november 2005.